# Ibernacolo
Un Ibernacolo in botanica è una gemma invernale di alcune piante, soprattutto, ma non solo, acquatiche come per esempio le utricularie.
Le gemme sono più pesanti dell'acqua e sviluppandosi all'approssimarsi dell'inverno si staccano dalla pianta madre e scendono verso il fondo del lago o dello stagno, sopravvivendo in questo modo all'inverno. In primavera aumentano di dimensione, sviluppano delle cavità piene d'aria e raggiungono la superficie, dove genereranno delle piante adulte.
Anche le piante carnivore del genere Pinguicula, specie terrestri, formano ibernacoli. In questo caso, essi consistono nella formazione di rosette di foglie invernali compatte e non carnivore.